# Amrit
Amrit eller Amrith (arabiska: عمريت), även känd som Marathos eller Marathus (grekiska: Μάραθος), var en forntida fenicisk stad belägen i närheten av Tartus i dagens Syrien. Amrit som uppfördes under 2000-talet f.Kr. övergavs under 100-talet f.Kr., och därefter har stadens ruiner bevarats i sin helhet utan någon större påverkan av senare generationer i området.

## Översikt
Staden lägger vid Medelhavets kust omkring 6 km söder om dagens Tartus. Två floder flyter genom staden: Nahr Amrit, i närheten av det stora templet, och Nahr al-Kuble nära det andra templet, ett faktum som kan vara kopplat till hur betydelsefullt vatten var i de religiösa traditionerna i Amrit. Staden grundades troligtvis av arvaditer, och tjänade som deras kontinentala bas. Den kom att bli en av de mest välmående städerna i Arwads besittning. Staden kapitulerade till Alexander den store år 333 f.Kr., tillsammans med Arwad. Under Seleukiderrikets inflytande kallades staden för Marathos, och var under denna tid  troligtvis större och mer blomstrande än Arwad. År 219 f.Kr. blev Amrit fritt från Arwad, och kom sedan att plundras av trupper från denna stad år 148 f.Kr.

## Utgrävning
Utgrävningar av platsen påbörjades 1860 av Ernest Renan. Vidare utgrävningar gjordes igen år 1954 av den franske arkeologen Maurice Dunand. Keramikfynd vid Amrit antyder på att platsen  har bebotts så tidigt som under 2000-talet f.Kr. Bronsåldersgravar med kragsten har också varit objekt för utgrävningarna, som då innehöll både föremål som vapen och mänskliga kvarlevor. Utgrävningar vid nekropolen söder om staden avslöjade flera gravbyggnader. Gravkonst i vissa gravar med pyramid- eller kub-formade torn, anses vara några av "de mest anmärkningsvärda gravmonumenten i den feniciska världen." Vid utgrävningarna fann man också stadens gamla hamn, och en U-formad stadion som daterats till någon gång under 300- och 200-talen f.Kr och mäter omkring 230 meter lång.

### Tempel
En av de mest betydelsefulla utgrävningarna av Amrit gällde det feniciska templet, vanligen kallat "ma'abed," som tillägnats guden Melqart av Tyros och Eshmun. Kolonnadtemplet, utgrävt mellan 1955 och 1957, består av en stor gårdsplan uthuggen ur sten så stor som 47 x 49 meter och över 3 meter djup, omgiven av en täckt portik. I mitten av gårdsplanen står en kub-formad cella väl bevarad. Gårdsplanen fylldes med vatten från en närliggande, och traditionellt helig källa, ett unikt kännetecken för denna plats. Templet — som daterats till sent 300-tal f.Kr., en period som följer den persiska expansionen i Syrien—visar - tydliga akemenidiska influenser i sin planering och dekoration. Enligt den nederländske arkeologen Peter Akkermans, är templet den "bäst bevarade monumentala byggnaden från det feniciska hemlandet."
Ett andra tempel, beskrivs av besökare i Amarit 1743 och igen 1860. Det troddes ha försvunnit, men återfanns sedan av en syrisk arkeologisk trupp nära källan Nahr al-Kuble.